# Pomatostomus ruficeps
Il garrulo capocastano (Pomatostomus ruficeps (Hartlaub, 1852)) è un uccello passeriforme della famiglia dei Pomatostomidae.

## Etimologia
Il nome scientifico della specie, ruficeps, deriva dal latino e significa "dalla testa rossiccia", in riferimento alla livrea di questi uccelli: il loro nome comune altro non è che la traduzione di quello scientifico.

## Descrizione

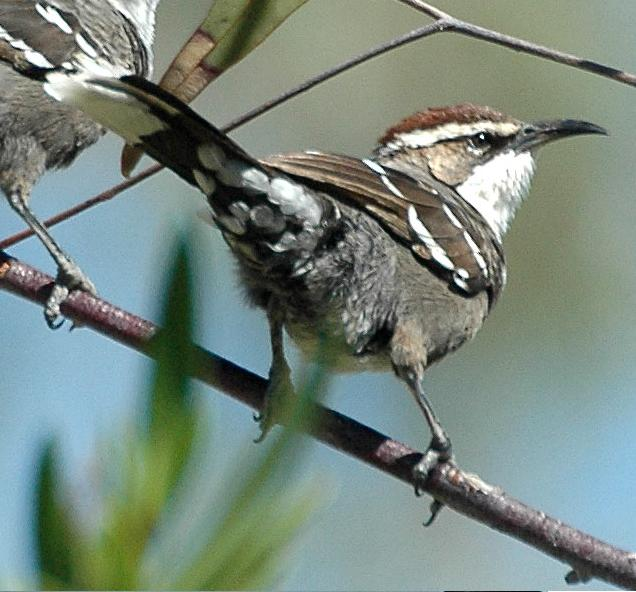
Esemplare nel Queensland.

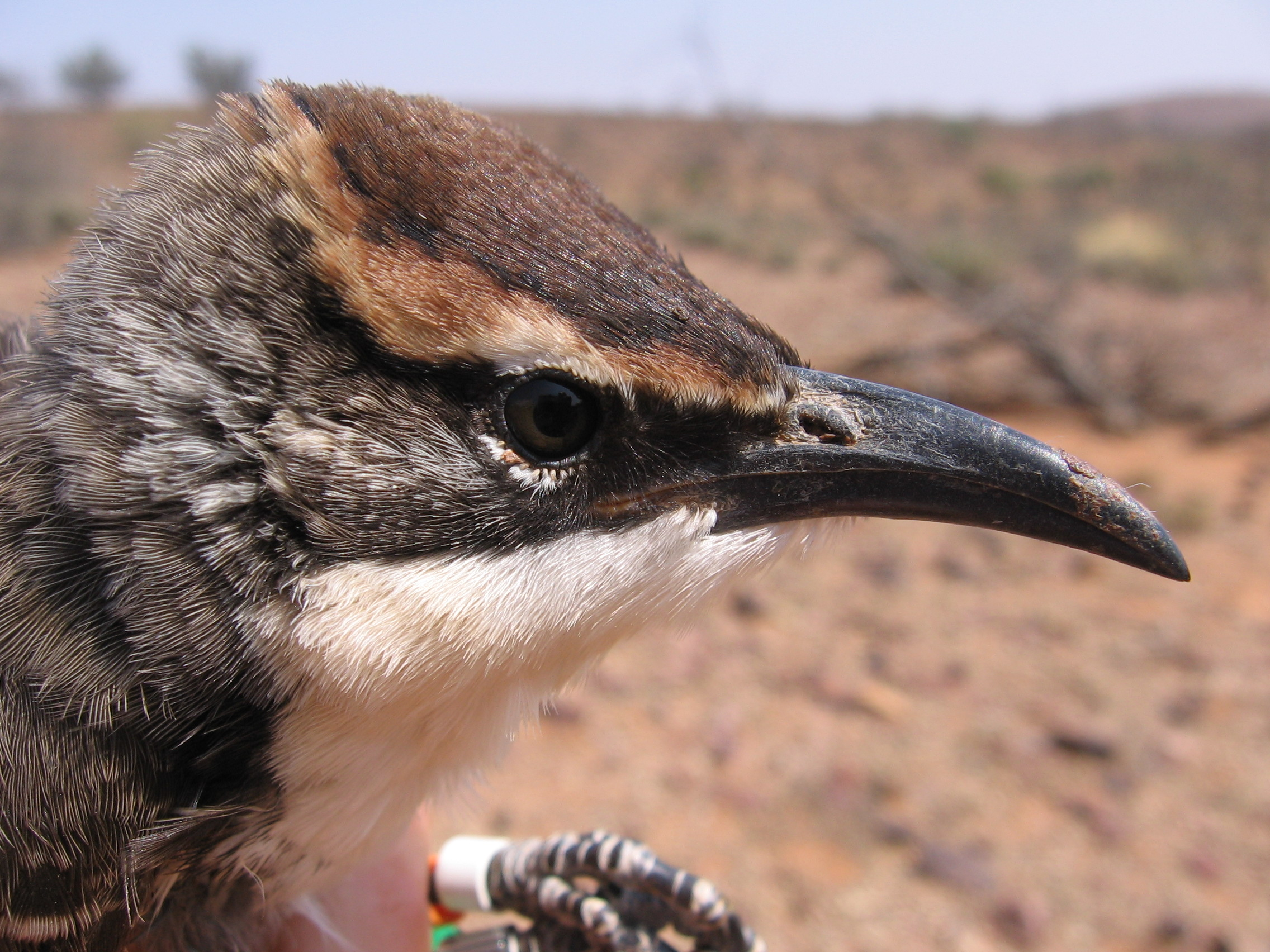
Primo piano della testa.

### Dimensioni
Misura 19–23 cm di lunghezza, per 50-60 g di peso.

### Aspetto
Si tratta di uccelli dall'aspetto paffuto e arrotondato, con grossa testa allungata che sembra incassata direttamente nel torso, becco falciforme lungo e lievemente ricurvo verso il basso, zampe forti e allungate, coda anch'essa piuttosto lunga e dall'estremità arrotondata (che viene in genere portata eretta perpendicolarmente al corpo e lievemente spiegata a ventaglio) ed ali arrotondate. Nel complesso, questi uccelli sono molto simili agli altri garruli australiani, rispetto ai quali possiedono meno bianco su gola e petto ed aspetto nel complesso più slanciato.
Il piumaggio (come intuibile dal Nome comune e dal nome scientifico) è di color bruno-ruggine su fronte, vertice e parte superiore della nuca: i lati del collo e la sua parte posteriore, il dorso, la parte inferiore e laterale del petto, il ventre e i fianchi sono di colore bruno scuro, mentre le ali e la coda sono di color bruno nocciola, con quest'ultima e le copritrici orlate di bianco-beige. Gola e parte superiore e centrale del petto (con aspetto a cuneo che si protende verso il ventre) sono di colore bianco, così come bianco è il sopracciglio, mentre sulla faccia è presente una mascherina di colore bruno-nerastro che dai lati del becco raggiunge l'occhio e da lì attraverso guance e tempia si congiunge al bruno della nuca.
Becco e zampe sono di colore nerastro, mentre gli occhi sono di color bruno scuro.

## Biologia

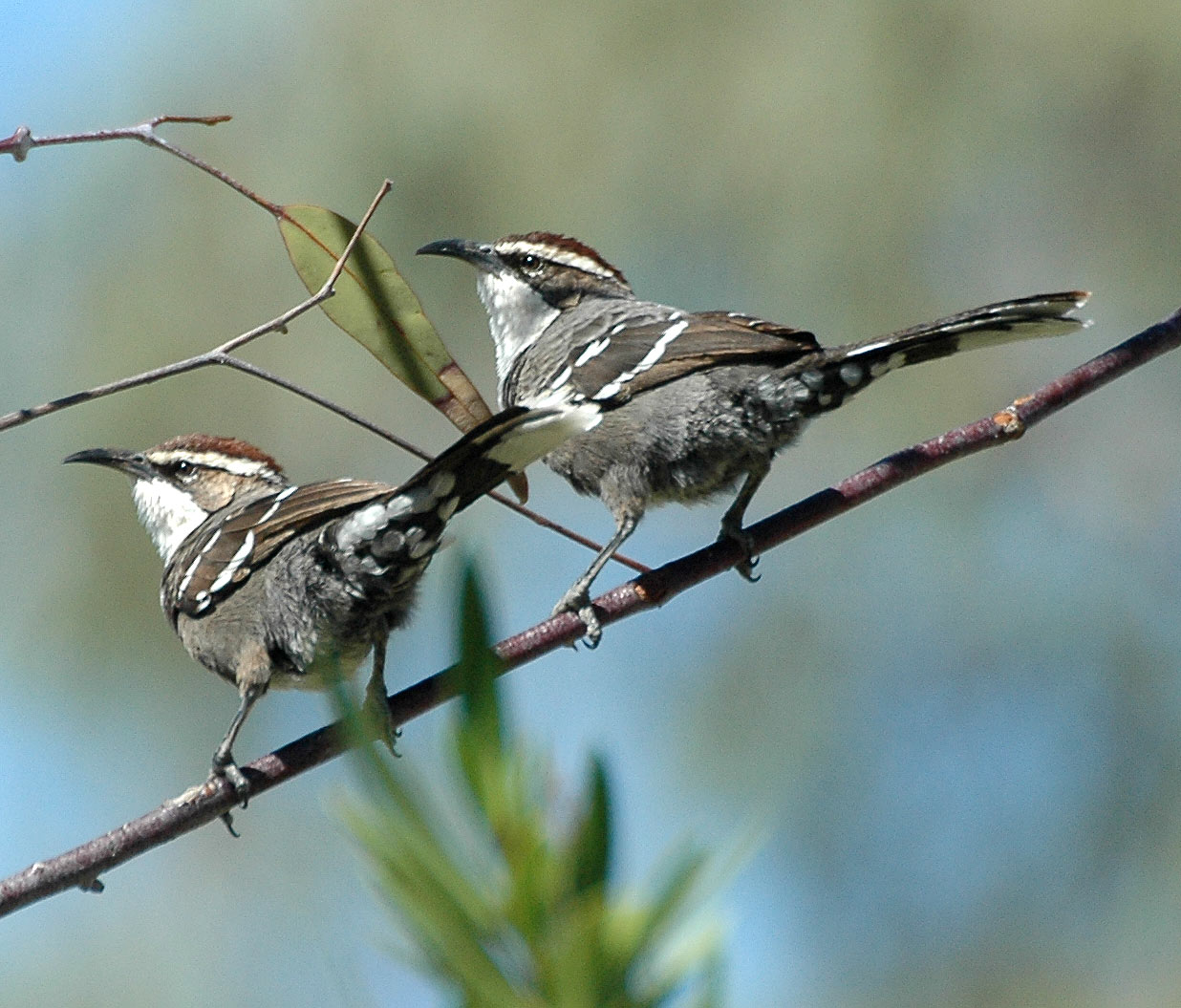
Coppia in natura.

Si tratta di uccelli dalle abitudini di vita essenzialmente diurne, che all'infuori della stagione riproduttiva vivono in gruppi a base familiare (una coppia riproduttrice coi figli, soprattutto maschi, di più covate precedenti) che possono contare dai 3 ai 23 componenti. I membri di un gruppo passano molto tempo assieme, tolettandosi a vicenda e ritirandosi verso sera in nidi comuni costruiti fra gli alberi.

I vari membri di un gruppo si tengono in costante contatto vocale fra loro, mediante richiami simili ai versi di un gabbiano o dell'aquila minore australiana: rispetto agli altri garruli australiani, tuttavia, il garrulo capocastano è più timido e meno vocale, e se disturbato si nasconde velocemente fra la vegetazione, eventualmente alzandosi in volo all'ultimo momento per planare a distanza di sicurezza.

### Alimentazione
Si tratta di uccelli insettivori, che passano la maggior parte della giornata alla ricerca di cibo soprattutto al suolo, dove col forte becco sono in grado di sondare il legno marcio, i buschi del terreno e le intercapedini sotto sassi, foglie secche e detriti, al fine di portare allo scoperto le prede, costituite da piccoli insetti (specialmente coleotteri, bruchi, termiti e formiche) ed altri piccoli invertebrati. A differenza degli altri garruli australiani, il garrulo capocastano non plana sulle proprie prede per ghermirle.

### Riproduzione

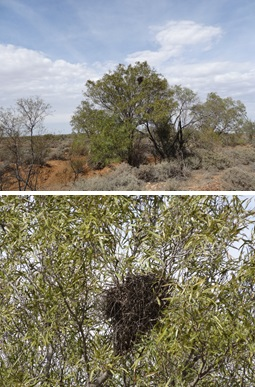
Nido nel Nuovo Galles del Sud.

La stagione riproduttiva va da giugno a dicembre, con la maggior parte delle deposizioni durante il mese di settembre: si tratta di uccelli monogami, le cui coppie vengono aiutate dagli altri membri del gruppo durante le varie fasi della riproduzione.
Il nido è voluminoso (50 cm di diametro, fino a 100 d'altezza) e grossolano, a forma globosa, e viene costruito da tutti i membri del gruppo alla biforcazione di un tronco, fra i 4 e i 10 m d'altezza, intrecciando rametti sottili: spesso i nidi degli anni precedenti vengono rimaneggiati e riutilizzati per più stagioni di fila.

All'interno della camera di cova, spesso foderata di fibre vegetali, la femmina depone 2-6 uova (anche se quest'ultimo valore, inusuamente alto, farebbe pensare a più femmine che depongono in un singolo nido) di colore bianco-grigiastro con pezzature più scure, che essa provvede a covare alternandosi con le altre femmine del gruppo (mentre i maschi si occupano di reperire il cibo e di tenere a bada i dintorni) per circa venti giorni, al termine dei quali schiudono pulli ciechi ed implumi.

I nidiacei vengono imbeccati da tutti i membri del gruppo: in tal modo essi divengono in grado d'involarsi attorno ai 21-25 giorni di vita, sebbene rimangano col proprio gruppo natio ancora per mesi prima di allontanarsene in maniera definitiva e disperdersi.
La presenza di aiutanti durante l'evento riproduttivo è di cruciale importanza in questa specie: è stato osservato che le covate sono tanto più numerose quanto maggiori sono le dimensioni del gruppo (nell'ordine di un pulcino in più ogni tre membri del gruppo), e che le coppie si riproducono con difficoltà, quando non del tutto, se separate dal resto del gruppo.

## Distribuzione e habitat

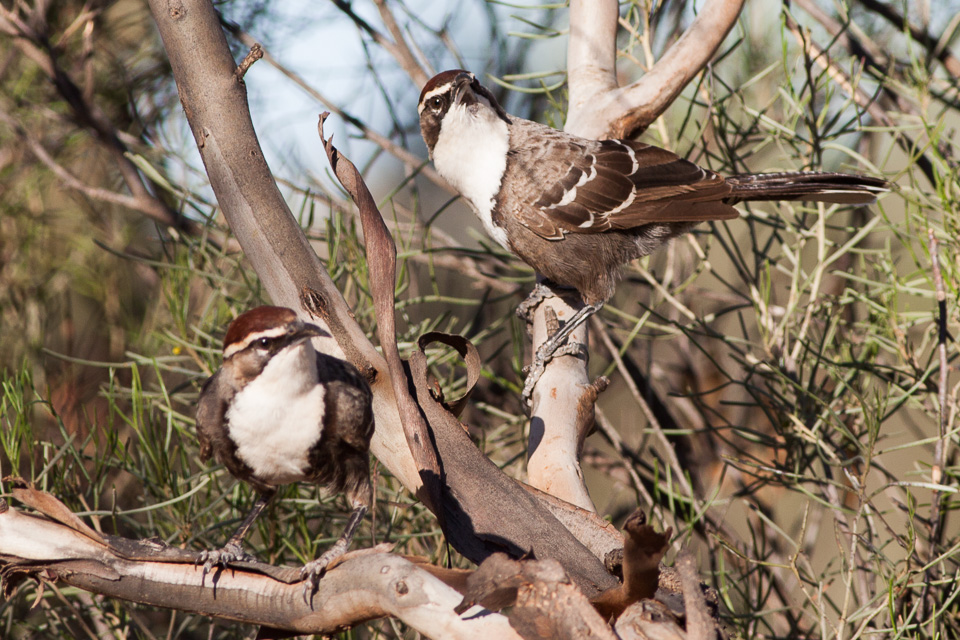
Coppia in natura.

Il garrulo capocastano è endemico dell'Australia, della quale abita la porzione orientale del bacino del Lago Eyre e la parte centrale e occidentale del bacino Murray-Darling, dal Queensland sud-occidentale all'Australia Meridionale nord-orientale al Nuovo Galles del Sud occidentale e alle propaggini nord-occidentali del Victoria.
L'habitat di questi uccelli è rappresentato dal mallee e dalle aree di boscaglia semiarida ed arida a predominanza di mulga, prediligendo le aree sabbiose e quelle prossime ai letti prosciugati dei fiumi.